# Ереневы
Ереневы — российская томская купеческая династия. Наиболее известным её представителем был предприниматель и благотворитель Иван Алексеевич Еренев.

## Представители династии
Родоначальником династии стал мещанин, а затем, с 20-х годов XIX века, томский купец третьей гильдии Лаврентий Петрович Еренев. Он был женат на Аксинье Федоровне. В браке родились дети Алексей, Ксеонофонт, Яков и Авдотья.

### Алексей Лаврентьевич
Алексей Лаврентьевич Еренев родился в 1787 году. В 1840 он стал купцом третьей гильдии, в том же году получил казенный подряд по поставке одежды для сибирских ссыльных и каторжан. Владел компанией по выделке и продаже бараньих кож. Алексей Лаврентьевич был гласным Томской городской думы. Пожертвовал деньги на строительство Троицкого кафедрального собора. Его супругу звали Парасковья Егоровна, у них родились дети Иван и Евгения.

### Иван Алексеевич
Иван Алексеевич Еренев родился в 1827 году и получил домашнее образование. Он прославился больше остальных членов династии. Был купцом второй, а затем первой гильдии, потомственным почётным гражданином. Основал торговый дом «И. Еренев и сыновья». Торговал продукцией мыловаренного, кожевенного и свечного заводов. Продукция эта продавалась преимущественно в самом Томске.
Иван Алексеевич владел кожевенным и свечным производством, ему принадлежали торговые лавки в Гостином дворе. Он был гласным Томской городской думы двух созывов (по другим данным — в течение тридцати лет), директором Сибирского общественного банка, членом учётного комитета Томского отделения государственного банка, одновременно главой Томского губернского попечительного о тюрьмах комитета, почётным блюстителем по хозяйственной части Томского духовного училища, членом правления Томского общества для вспомоществования учащимся и членом Общества попечения о начальном образовании, кандидатом (заместителем) городского головы.
Много внимания и средств Иван Алексеевич уделял благотворительности. Благодаря его усилиям, в Заозерье появились мужское и женское начальные училища, для которых купец даже выделил собственный дом и содержал их затем в течение семи лет. Также он являлся попечителем Томского Алексеевского реального училища и Томской губернской мужской гимназии. Был старостой Знаменской церкви, другой храм построил сам. Стоял у истоков появления в Томске женского монастыря — Иоанно-Предтеченского. Всего построил три храма.
Жертвовал И. А. Еренев в пользу больных и заключенных, духовному ведомству. За последнее он был награждён орденом Св. Станислава II степени. А орден Св. Станислава IV степени достался купцу и промышленнику за заслуги передминистеством финансов. Также у него была медаль на владимирской ленте.
Первая жена купца — Елизавета Ивановна. Его второй супругой была дочь купца Якова Ивановича Петрова-Родионова Александра Яковлевна. От первого брака родился сын Степан, от второго — дети Алексей, Парасковья, Яков, Елизавета, Анна, Евгения, Александра, Иван и Степан. Также Иван Алексеевич опекал маленькую дочь скончавшегося купца И. С. Шумилова.
В 1887 году, когда купцу было 60 лет, у него было пять сыновей и пять дочерей. Большая семья требовала больших расходов. Чтобы получить средства, Еренев сдавал торговые помещения в аренду. Ухудшение материального положения даже заставило Ивана Алексеевича покинуть первую купеческую гильдию и перейти во вторую, в которой он и состоял в последние годы своей жизни. Штат кожевенного завода пришлось сократить, правда, это не повлияло на его обороты. В 1899 Иван Алексеевич Еренев скончался.
Существует мнение, что его благосостояние пошатнулось, в первую очередь, по причине чрезмерных трат на благотворительность и занятости предпринимателя общественными обязанностями, а не практическими нуждыми собственного дела. Тем не менее, И. А. Еренеев оставил после себя хорошую память в Томске.

### Иван Иванович
Сын Ивана Алексеевича Иван родился 26 марта 1871 года. Потомственный почётный гражданин. Получил среднее образование, управлял торговой компанией, продавал кожи. В 1901 году был кандидатом первого состава старейшин биржевого комитета (в Томске). Иван Иванович был женат на Марии Павловне Бронниковой, имел от нее трёх сыновей.
В апреле 1902 года произошла трагедия: находясь в невменяемом состоянии Иван Иванович Еренев убил бритвой двух своих детей и ранил жену, защищавшую третьего. Сам Иван Иванович попытался застрелиться, однако выжил.
При советской власти преподавал на рабфаке в мукомольно-элеваторном институте. Был лишен избирательных прав, арестован в 1937 году и расстрелян НКВД. 27 мая 1960 реабилитирован.

### Николай Иванович
Николай Иванович (также сын Ивана Алексеевича) родился 9 мая 1874 года в Томске. Он являлся членом-распорядителем торгового дома «И. Еренев и сыновья». В 1902, не имея возможности погасить кредит, Николай Иванович обратился в суд в Томске и просил объявить торговый дом несостоятельным. В результате была организована администрация для управления делами компании.
По состоянию на 1914 год Н. И. Еренев возглавлял кирпичный завод купца И. М. Некрасова.

## Память
Улица Пролетарская в Томске одно время называлась в честь Ереневых.